# Volksbank Lindenberg
Die Volksbank Lindenberg eG ist eine Genossenschaftsbank mit Sitz in der bayerischen Stadt Lindenberg im Allgäu im Landkreis Lindau (Bodensee).

## Geschichte
Die heutige Volksbank Lindenberg eG wurde am 3. April 1906 gegründet und fusionierte letztmals im Jahr 1996 mit der Raiffeisenbank Scheidegg eG mit dem Sitz in Scheidegg. Zuvor fusioniert die damalige Volksbank Lindenberg eGmbH im Jahr 1972 mit der Raiffeisenkasse Wohmbrechts eGmbH mit dem Sitz in Wohmbrechts und der Raiffeisenkasse Opfenbach eGmbH mit dem Sitz in Opfenbach. Die Raiffeisenkasse Hergensweiler eGmbH mit dem Sitz in Hergensweiler fusionierte im Jahr 1971 mit der Volksbank Lindenberg eGmbH sowie die Raiffeisenkasse Niederstaufen eGmbH mit dem Sitz in Niederstaufen bereits im Jahr 1970.

## Rechtsverhältnisse
Die Volksbank Lindenberg eG ist im Genossenschaftsregister beim Amtsgericht Kempten (Allgäu) unter GnR 1053 eingetragen.

## Organisationsstruktur
Rechtsgrundlagen sind das Genossenschaftsgesetz und die durch die Vertreterversammlung beschlossene Satzung. Organe der Bank sind der Vorstand, der Aufsichtsrat und die Vertreterversammlung.

## Sicherungseinrichtung
Die Volksbank Lindenberg eG ist der amtlich anerkannten Sicherungseinrichtung des Bundesverbandes der Deutschen Volksbanken und Raiffeisenbanken GmbH und der zusätzlichen freiwilligen Sicherungseinrichtung des Bundesverbandes der Deutschen Volksbanken und Raiffeisenbanken e.V. angeschlossen.

## Geschäftsausrichtung
Die Volksbank Lindenberg eG betreibt das Universalbankgeschäft. Im Verbundgeschäft arbeitet sie mit der DZ Bank, R+V Versicherung, Bausparkasse Schwäbisch Hall, Teambank, VR Leasing,  DZ Hyp und der Union Investment zusammen.

## Geschäftsgebiet
Das Geschäftsgebiet liegt in der Mitte des Landkreises Lindau (Bodensee).
An diesen Orten betreibt die Bank Filialen:
- Lindenberg im Allgäu (Hauptstelle, jur. Sitz)
- Scheidegg (Geschäftsstelle)
- Opfenbach (Geschäftsstelle)
- Hergatz (Geschäftsstelle)
- Hergensweiler (Geschäftsstelle)